# Xu Xi (pintor)

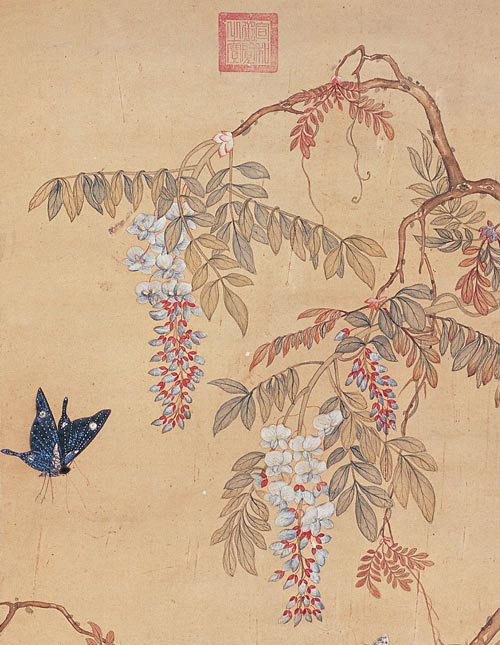
Papallano i flors (wisteria)

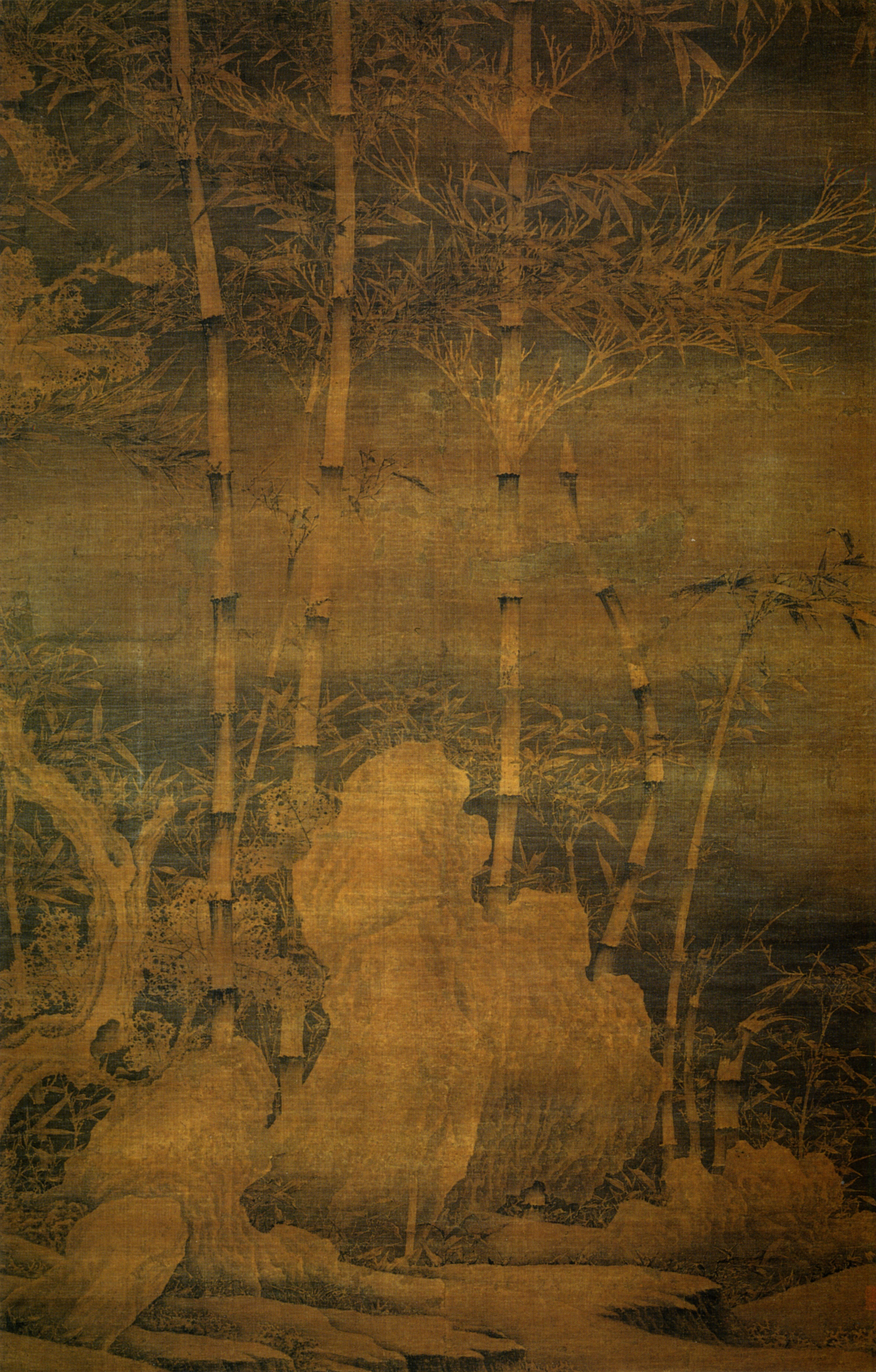
Bambú amb neu 雪竹, considerada obra de Xu Xi Museu de Xangai

Avís: Hi ha un altre pintor, contemporani (nascut el 1940 a Shaoxing) amb aquest nom. També existeix un escriptor contemporani amb el mateix nom.
Xu Xi (xinès simplificat: 徐熙; xinès tradicional:徐熙; pinyin:	Xú Xī) fou un pintor xinès que va viure durant el període denominat Cinc Dinasties i Deu Regnes. Actiu sota la dinastia dels Tang Meridionals. Va néixer l'any 937 i va morir el 975. És poc el que se sap de la seva biografia: que procedia d'una família important i que va ser l'avi de Xu Xongsi i Xu Chongju (Font: “Flower-and-bird Painting in Ancient China”).
Cèlebre per les seves pintures d'ocells i flors. Al segle varen aparèixer dues escoles rivals que tractaven aquests temes: una encapçalada per Huang Quan i la de Xu Xi. La tècnica de la primera presentava coincidències amb la del pintor renaixentista Leonardo da Vinci mentre que la de la segona tenia similituds amb el posterior impressionisme i les aquarel·les angleses. El seu estil rep el nom de Xu Xi Ye yi". Entre els seguidors de la seva tendència figuren els seus nets Xongsi i Chongju. Entre les seves obres destaca; “Faisan entre peònies i magnòlies”. Es conserven pintures seves a la “Nelson Galeria d'Art “(Kansas, Estats Units). al Museu Nacional d'Art de Pequín (Xina)i al Museu de Xangai.